# Jean Brankart
Jean Brankart   (Remicourt, 12 de juliol de 1930 - Lieja, 23 de juliol de 2020) va ser un ciclista belga, professional entre 1953 i 1960. Durant la seva carrera aconseguí 29 victòries, entre elles dues etapes del Tour de França de 1955 i la classificació del Gran Premi de la Muntanya del Giro d'Itàlia de 1958.

## Palmarès
- 1950
  - Vencedor d'una etapa a la Volta a Limburg amateur
- 1953
  - Campió de Lieja per equips
  - 1r del Premi de Houdeng
  - 1r del Premi d'Hannut
- 1954
  - Campió de Lieja per equips
  - 1r del Critèrium de Waremme
  - 1r del Critèrium de Gembloux
  - 1r del Critèrium d'Huy
- 1955
  - Campió de Lieja per equips
  - 1r del Critèrium de Charleroi
  - 1r del Critèrium d'Herve
  - 1r del Gran Premi de Londerzeel
  - Vencedor de 2 etapes al Tour de França
  - Vencedor d'una etapa a la Volta a Suïssa
  - Vencedor d'una etapa als Tres dies d'Anvers
- 1956
  - Campió de Bèlgica de persecució
  - Campió de Lieja per equips
  - 1r del Gran Premi de la Banca a Roeselare
  - 1r del Premi de Libramont
  - 1r del Premi d'Alken
  - Vencedor d'una etapa de la Volta a Bèlgica
- 1957
  - Campió de Lieja per equips
  - 1r del Critèrium d'Herve
  - 1r del Premi de La Hulpe
  - Vencedor d'una etapa als 3 dies d'Anvers
- 1958
  - Campió de Bèlgica de persecució
  - Campió de Lieja per equips
  -  1r del Gran Premi de la Muntanya al Giro d'Itàlia
  - 1r del Critèrium de Namur
  - 1r del Critèrium d'Hoegaarden
  - 1r del Critèrium de Brassard de persecució a Anvers
- 1959
  - Campió de Bèlgica de persecució
  - Campió de Lieja per equips
  - 1r del Gran Premi del Midi Libre i vencedor d'una etapa
  - 1r del Premi d'Hamme
  - 1r del Critèrium de Florenville
  - 1r del Critèrium de Seraing
  - 1r del Critèrium d'Hanret
- 1960
  - Campió de Lieja per equips

### Resultats al Tour de França
- 1954. 9è de la classificació general
- 1955. 2n de la classificació general i vencedor de 2 etapes
- 1956. 39è de la classificació general
- 1958. Abandona (20a etapa)
- 1959. 10è de la classificació general
- 1960. Abandona (12a etapa)

### Resultats al Giro d'Itàlia
- 1956. 7è de la classificació general
- 1958. 2n de la classificació general i vencedor del Gran Premi de la Muntanya

### Resultats a la Volta a Espanya
- 1959. Abandona (17a etapa)